# Casa Venegoni
Casa Venegoni è uno palazzo storico di Milano situato in via Cosimo del Fante al civico 16.

## Storia
I lavori di costruzione dell'edificio, iniziati nel 1923, terminarono nel 1927. Il progetto del palazzo si deve all'architetto Giulio Ulisse Arata.

## Descrizione
L'edificio presenta uno stile liberty dalle ispirazioni neogotiche. La torre angolare termina con una loggia.